# Château Flight
Pour les articles homonymes, voir Flight.
Château Flight est un duo de musique électronique français, composé de Gilbert « Gilb'R » Cohen et Nicolas « I:Cube » Chaix.

## Biographie
En 1996, Gilbert « Gilb'R » Cohen, alors programmateur de Radio Nova, reçoit une cassette démo d’Nicolas « I:Cube » Chaix,. Épaté, il en fait le premier artiste de son label Versatile. Au début, le duo Chateau Flight n’existe que par remixes interposés. Mais ses relectures des morceaux de Pierre Henry (Too Fortiche) ou Air (Le soleil est près de moi) sont loin de passer inaperçues. Leur association se concrétise en 1996 par un premier disque, le maxi vinyle Disco Cubizm. Le remix efficace et entêtant qu'en a fait Daft Punk les propulse au devant de la scène, participant au développement international des musiques françaises électroniques qui ont ensuite explosé sous l'appellation de French touch.
Premier aboutissement de leur travail en commun, l'album Puzzle, sort chez Versatile le 30 octobre 2001. Chateau Flight est ensuite très demandé pour ses remixes, réunis sur la compilation Château Flight remixent, parue en juin 2002 toujours chez Versatile. Château Flight sort son deuxième album, The Meal, essentiellement composé de titres originaux. Pour ce nouvel opus le duo fait appel à de nombreux guests venus de la scène électronique mais aussi de la musique du monde tel que Marie Daulne de Zap Mama, Bertrand Burgalat, Magic Malik, Shawn Lee, Beretta 9, Nicola Kramer.
Les deux artistes composant Château Flight se sont produits un peu partout dans le monde (Europe, Amérique, Asie…) et dans les clubs et soirées parisiennes.
Château Flight a collaboré avec le groupe de rap La Caution, notamment pour l'album Crash Test. En 2006, ils sortent l'album Les Vampires. En 2013, le groupe fait une pause, et revient avec l'EP Damn House en 2018.

## Discographie partielle

### EP
- 1997 : Discobole
- 2000 : Frontal Funk / Prism
- 2001 : Auto Power
- 2002 : Cosmic Race
- Brain on Drugs (remix)
- 2005 : Celestial Showers
- 2006 : Baroque
- 2007 : Baltringue
- Baccula
- 2011 : Chichi Devils
- 2018 : Dam House